# Бранко Сујић
Бранко Сујић је био први специјализовани издавач књига из области технике.

## Биографија
Бранко Сујић је рођен је 26. фебруара 1901. године, у Загребу.
Прва четири разреда је завршио у Загребу, у Српској основној школи. Након тога завршио је четири разреда ниже гимназије. Школовање је наставио у трговачкој школи. Почетком 1915. године почео је да ради као књижарско помоћник код Куглија у Загребу. До 1928. године се усавршавао код књижарских издаваћа као што су Трпинац у Загребу, Јадран у Дубровнику, Ђорђевић у Сарајеву. На крају се усавршавао Фрање Баха у Београду.
Занимљиво је то што, иако је рођен у Загребу, потиче из српске трговачке породице.
Умро је 15. новрембра 1987. године у Београду.

## Рад
Прву књижару је отворио 1928. године у Београду. Налазила се у Улици краља Александра 18. У оквиру те књижаре се налазило и повереништво и благајна Гласника књижара. Бранко Сујић је био њихов благајник.
Почетком тридесетих година двадесетог века, Бранко се сели у Улицу краља Александра 94, одмах преко пута Техничког факултета.
Искористивши Први југословнеско конгрес примењене хемије и технологије, приредио је прву изложбу техничке књиге на нашем језику. Одржана је у згради Техничког факултета, у периоду од 4. до 15. јуна 1933. године. Око изложбе му је много помагао инжењер Милан Пајевић.
Сујић је уложио велики труд у популаризацију техничких књига на нашем језику. Зато је и успео да окупи велики број наших истакнути научника и почне са издавањем техничке литературе. Тиражи у којима је издавао књиге су за оно време били изузетно велики. Минимум је било хиљаду примерака, па навише.
Због овог залагања звали су га пиониром техничке књиге и литературе.
Успео је да нашу техничку литературу пласира и ван граница земље у државе као што су Белгија, Француска и Турска. Маја 1940. године, тај пласман престаје након што су Белгија и Франсуцка окупиране.
Књижара Бранка Сујића је пословала под ваничним називом Техничка књижара Бранка В. Сујића. И код нас, а и у свету, била је позната по стручној литературу а поготову по томе што је била једина књижара специјализована за техничку литературу и прибор.
Дуго је био заступнук и представник студентских удружења Техничког факултета у Београду као што су Удружење студената технике Усмет, Удружење студената грађевинскетехнике Узгет као и Удружења студената технилога са којима је имао уговоре.
Држава му је признала само радни стаж који је стекао након одузимања књижаре, 1948. године. Због тога је са 65 година требало да оде у пензију са само 18 година радног стажа. Секретар Усмета, Мијалко Тодоровић, је одбио да Сујићу сведочи у вези са признавањем радног стажа. Међутим, то је све исправљена путем суда. Београдски књижари су се удружили око те и почели спор пред судом те им је неправедно одузети стаж враћен.
Био је члан Књижевног удружења Краљевине Југославије, а често и члан Управе. Активно је сарађивао у Књижарском гласнику и као члан уређивачког одбора и као благајник а и као писац текстова.
Написао је низ текстова потписаних пуним именом или иницијалим Б. В. С. или Б. С. или песудонимом Књижар. Писао је у име уредништва а држао је и сталну рубрику Некролози.

## Дела
Сујић је издао 27 свезака Мале дечје библиотеке. Након тога се посветио техничким књигама. Он је техничке књиге издавао, популаризао и пласирао на тржиште.
Сујић је редовно издавао Каталог техничке материје као и Технички известитељ како би се заинтересовани лакше упознали са издавањем стручне техничке материје. Периодично је издавао Упутства и програм за слушаонице Техничког факултета у Београду. Упутства је издавао за сваки од четири одсека посебно. У каталозима и Известитељу наведени су сви наслови које је књижара бранка Сујића објавила.